# Gymnographopsis
Gymnographopsis is een geslacht in de familie Stictidaceae. De typesoort is Gymnographopsis chilena.

## Soorten
Volgens Index Fungorum telt dit geslacht zes soorten (peildatum december 2021):
| Soortnaam                   | Auteur(s)                           | Publicatiejaar |
| --------------------------- | ----------------------------------- | -------------- |
| Gymnographopsis cerei       | Follmann                            | 1968           |
| Gymnographopsis chilena     | C.W. Dodge                          | 1967           |
| Gymnographopsis corticicola | R. Miranda, Herrera-Camp. & Lücking | 2020           |
| Gymnographopsis follmannii  | C.W. Dodge                          | 1967           |
| Gymnographopsis koreaensis  | (Sipman) Lücking & Sipman           | 2021           |
| Gymnographopsis latispora   | Egea & Torrente                     | 1996           |